# Estatuto para el Proceso de Reorganización Nacional
El Estatuto Argentino de 1976. El 24 de marzo de 1976, mediante un golpe de Estado, asumió el poder una junta militar que se autodenominó Proceso de Reorganización Nacional. "En ejercicio del poder constituyente" la Junta de Comandantes impuso una serie de "principios liminares", "objetivos básicos", actas y estatutos para la Reorganización Nacional, al que deberían someterse todas las otras leyes incluida la Constitución vigente, en lo que pudiera resultar aplicable aún. Cuatro fueron las normas supraconstitucionales establecidas:
La junta militar dictó una serie de instrumentos normativos de tipo constitucional, a saber:
- Acta para la Reorganización Nacional, del 24 de marzo de 1976;
- Acta fijando el Propósito y los Objetivos Básicos del Proceso de Reorganización Nacional, del 24 de marzo de 1976;
- Estatuto para la Reorganización Nacional, integrado por 14 artículos, publicado el 29 de marzo de 1976;
- Reglamento para el funcionamiento de la Junta Militar, Poder Ejecutivo Nacional y Comisión de Asesoramiento Legislativo, aprobado por la denominada Ley 21 256, realizada el 24 de marzo de 1976 y publicada el 26 de marzo del mismo año.

La Constitución Argentina de 1853, con las reformas de 1860, 1866, 1890, 1957 y 1972, quedó formalmente vigente, pero subordinada a esos cuatro instrumentos supralegales. De todos esos instrumentos, el propio poder militar consideró que tenían jerarquía suprema "los objetivos básicos del Proceso" (art. 14, Estatuto el Proceso de Reorganización Nacional).
Los instrumentos constitucionales del Proceso de Reorganización Nacional quedaron de hecho sin efecto el 10 de diciembre de 1983, al asumir las autoridades democráticas con la presidencia de Raúl Alfonsín.
Estos documentos básicos, junto con otros que formaron parte de las bases políticas del proceso, fueron publicados en 1980 e impresos por el Congreso Nacional. La Biblioteca Nacional de Maestros del Ministerio de Educación conserva una copia de la publicación digitalizada y de acceso libre. También se publicó una versión mejor digitalizada